# Je t'aime moi non plus

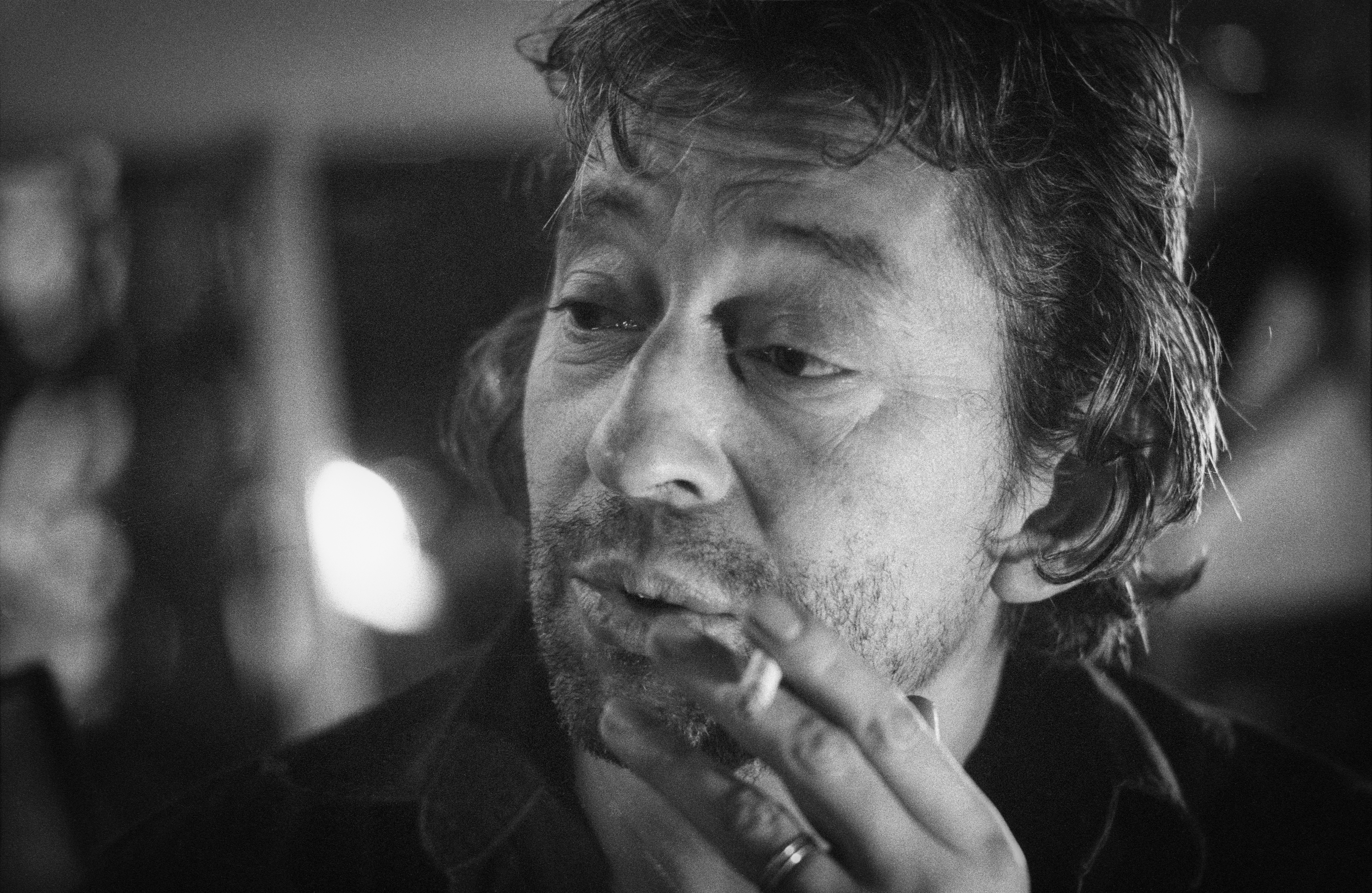
Serge Gainsbourg, 1981

„Je t'aime moi non plus“ je francouzská píseň, kterou napsal Serge Gainsbourg. Tento duet Gainsbourg nahrál spolu s herečkou Brigitte Bardotovou v roce 1967. Tato verze písně ale nebyla do roku 1986 zveřejněna.
Populární se stala nahrávka této skladby z roku 1969, kterou Gainsbourg nazpíval se svou tehdejší manželkou Jane Birkinovou. Tato verze se stala jedničkou britských hitparád, ale v některých zemích byla pro svůj výrazný sexuální náboj zakázána. V pozdějších dobách nahráli coververze písně „Je t'aime moi non plus“ mnozí další umělci.

## Historie
Píseň byla původně napsána a nahrána v zimě roku 1967. Francouzská herečka Brigitte Bardotová tehdy požádala svého přítele Serge Gainsbourga o napsání písní se silnou milostnou tematikou. Serge tehdy pro ni zkomponoval skladby „Bonnie and Clyde“ a „Je t'aime“. Nahrávání a aranžování skladeb zrealizoval Michel Colombier v pařížském studiu. Konalo se během dvou hodin v malé prosklené budce a technik William Flageollet tuto session charakterizoval jako „těžký petting“. O tomto nahrávání přešly na veřejnost zprávy, po kterých se rozhořčený manžel Bardotové, německý obchodník Gunter Sachs, rozhodl zakročit proti zveřejnění singlu. Bardotová proto prosila Gainsbourga, aby píseň nevydal i přes to, že on protestoval, že „konečně poprvé ve svém životě napsal jemný milostný song a nakonec to musí všechno takto špatně skončit“.
V roce 1968 se Gainsbourg zamiloval do anglické herečky Jane Birkin, které také navrhl, aby se pokusili píseň „Je t'aime“ nahrát. Birkinová slyšela verzi od Bardotové a označila ji za „dost horkou“. Žárlila na to, že by Gainsbourg nahrával tuto skladbu sám ve studiu s nějakou jinou ženou, zpěvačkou. Gainsbourg požádal Birkinovou, aby zpívala oproti Brigitte Bardotové o oktávu výše, neboť se mu zdálo, že Jane má příliš chlapecky znějící hlas. Nahrávání realizoval a aranžoval Arthur Greenslade ve studiu Marble Arch. Birkinová říkává, že v této písni měla problémy s hlubokými nádechy až tak velké, že se její hlas ztrácel spolu s dechem, až v některých chvílích přestávala dýchat. Během poslechu nahrávky jsou tyto pauzy zřetelné. Média ráda o výrobě skladby (podobně jako i s Brigitte Bardotovou) spekulovala, že to byla vlastně živá nahrávka sexuálního aktu, na což Gainsbourg reagoval odpovědí, že v tom případě by byla výsledkem nahrávání dlouhohrající deska a ne pouze singl. Singl vyšel v únoru 1969. Měl obyčejný obal, na kterém bylo napsáno „Interdit aux moins de 21 ans“ (mládeži do 21 let zakázáno), a nahrávací společnost se změnila z Philips na Fontanu.
Gainsbourg na nahrávání této písně oslovil i Marianne Faithfull, která to komentovala, že „Hah! On o to žádal každého“. Mezi oslovené patřily i Valérie Lagrange a Mireille Darcová. Bardotová svou verzi nechtěla vydat, ale její přítel Jean-Louis Remilleux ji časem oslovil, aby kontaktovala Gainsbourga a verze „Je t'aime“ v podání Brigitte Bardotové byla zveřejněna v roce 1986.

## Text a hudba
Slova písně „Je t'aime moi non plus“ jsou zpívané, mluvené a šeptané v C durové stupnici a doprovázené vlažným čokoládově sladkými barokními varhanami a kytarou. Její název byl inspirován výrokem Salvadora Dalího: „Picasso je Španěl, já také. Picasso je génius, já také. Picasso je komunista, já také ne“. Gainsbourg prohlašoval, že jeho nepojednává o sexu, že je to píseň o zoufalství a o neschopnosti fyzické lásky, je dialogem milenců během koitu.

## Odezvy
Potom, co vznikla nahrávka této písně s Brigitte Bardotovou, francouzští novináři publikovali své verze o tom, že jde o autentickou nahrávku milování a týdeník France Dimanche poznamenal, že jsou v ní „vzdechy a vzlyky blaženosti, které vzbuzují dojem, že posloucháte dva souložící lidi“. Poprvé byla píseň na veřejnosti prezentována krátce po nahrání v jedné pařížské restauraci. Jane Birkin říkala, že „poté, co zazněly její tóny, bylo slyšet cinkání příborů, nožů a vidliček, jak jejich hosté odkládají na talíře“, nač Gainsbourg poznamenal, že „má pocit že, mají nahraný hit“.
Erotický náboj skladby se setkával s odporem. Text byl chápán jako propagace tabuizovaného sexu bez lásky, který byl umocněn dýchavičným sugestivním stylem. Hudební magazín Observer Monthly Music ho nazval popovou verzí ve stylu erotické filmové série o Emmanuelle.
Píseň kulminuje zvuky orgasmu v podání Jane Birkin. Možná i tyto zvuky jsou důvodem, proč byla tato píseň zakázána ve vysíláních médií Španělska, Švédska, Brazílie, Spojeného království, Itálie, Portugalska, ale i Polska a Československa. Do nočních hodin (od 23:00) se nesměla vysílat ani ve Francii a Spojených státech amerických, píseň odsoudil i Vatikán, který veřejně odsoudil i italského vydavatele hudebního nosiče.
V roce 2004 se Jane Birkin vyjádřila, že podle ní nebyla tato píseň až tak příliš vulgární, že vůbec nechápe, proč způsobila až takový rozruch. Anglicky mluvící lidé jí podle ní i tak nemohli docela dobře rozumět. Když později měl jít Gainsbourg nahrávat na Jamajku se seskupením Sly and Robbie, členové této kapely se k němu chovali nedůvěřivě. Řekli mu, že oni v podstatě neznají z francouzské popové hudby nic, pouze jakousi píseň s názvem „Je t'aime moi non plus“, v níž nějaká žena sténá. Když jim Gainsbourg řekl, že je to od něj, jejich postoj k němu se radikálně změnil.

## Komerční úspěch
Píseň „Je t'aime moi non plus“ dosáhla v komerční úspěch v celé Evropě. Do roku 1986 se z ní prodalo čtyři miliony nosičů. Ve Spojeném království singl vydalo hudební vydavatelství Fontana, ale po dosažení druhé příčky v žebříčcích byl tímto vydavatelem singl z prodeje stažen. Gainsbourg se nevzdal a uzavřel novou smlouvu s vydavatelem Major Minor Records, jehož edice se dostala na vrchol britských žebříčků. Tento singl byl ve Spojeném království první zakázanou a zároveň i první neanglicky zpívanou písní na vrcholu žebříčků. Na vrcholu se přitom udržel 31 týdnů. Ve Spojených státech byl na 69. pozici žebříčku Billboardu, noviny The New York Times skladbu nazvaly „poetickou šťastnou náhodou“, z čehož byl Gainsbourg patřičně nadšen. Americký vydavatel Mercury Records čelil kritice, že je píseň obscénní, proto bylo její vysílání limitované, což omezilo prodej jejích nosičů na úroveň okolo 150 000 kusů.
| Žebříček (1969)                          | Vrcholová pozice |
| ---------------------------------------- | ---------------- |
| Ö3 Austria Top 40                        | 1                |
| German Musikmarkt / Media Control Charts | 3                |
| Dutch Top 40                             | 2                |
| Irish Singles Chart                      | 2                |
| Norwegian VG-lista Chart                 | 1                |
| Swiss Top 100 Singles                    | 1                |
| UK Singles Chart                         | 1                |
| US Billboard Hot 100                     | 69               |

## Coververze
Sexuální téma patří mezi nejoblíbenější komerční, umělecké ale i konverzační „magnety“ a proto se píseň „Je t'aime moi non plus“ dočkala mnoha svých verzí, které byly vážně ale i humorně laděné. V podstatě i nejslavnější verze písně v podání Jane Birkin a Serge Gainsbourga je také coververzí.
Od roku 1969 bylo nahráno více verzí skladby pod názvem „Love at First Sight“, z nichž jedna od kapely Sounds Nice se dostala do Top 20 První parodii této písně napsal v roce 1970 sám Gainsbourg spolu s Marcelem Mithoisom. Tuto verzi skladby s názvem „Ça“ nazpíval populární francouzský komik Bourvil a Jacqueline Maillan. Byla to poslední nahrávka před Bourvilovou smrtí.
Píseň byla v roce 1975 inspirací i pro disco klasiku „Love to Love You Baby“ od zpěvačky Donny Summer a producenta Giorgio Morodera. Jejich 15 minutová verze tohoto duetu byla nahrána pro film Thank God It's Friday z roku 1978.
V roce 1998 nahrála skladbu Sam Taylor-Wood spolu s Pet Shop Boys pro kompilační projekt Ambassadors – We Love You, který konceptuálně prezentoval spojitost mezi vizuálními a hudebními umělci. Tato nahrávka vyšla i jako bonus na CD singlu „I Don't Know What You Want But I Can't Give It Any More“.
V roce 2002 producent Dimitri Tikovoi pořídil v rámci svého projektu Trash Palace album Positions, na kterém Brian Molko z kapely Placebo a Asia Argento nazpívali obrácenou verzi skladby „Je t'aime moi non plus“: Molko v ní nazpíval ženské party.
Jednu patřičně dušnosti anglickou coververzi této písně s názvem „I Love You (Me Either)“ nazpívala v roce 2005 pro svůj album Monsieur Gainsbourg Revisited dvojice Cat Power a Karen Elson a Jason Kouchak.
české coververze
- Pod názvem „Když zbývá pár slov“ s textem Vladimíra Kočandrleho ji v roce 1998 nazpívala Ilona Csáková.
- Pod názvem „Žeton“ natočilo v roce 1996 parodii s textem Lou Fanánka Hagena duo Těžkej Pokondr.